# Issoca
Issoca  ist eine Gattung der Landplanarien, die in Brasilien beheimatet ist.

## Merkmale
Individuen der Gattung Issoca haben einen löffelförmigen Kopf mit einem Retraktormuskel, durch den sie ihren Kopf aufwärts und rückwärts bewegen können. Mit dem Kopfmuskel sind Drüsen verbunden, ähnlich wie bei den Gattungen Choeradoplana und Luteostriata. Im Kopulationsapparat fehlt ein permanenter Penis, dieser formt sich bei der Begattung durch Gewebeeinfaltungen in der männlichen Geschlechtshöhle, die nach außen gedrückt werden.

## Etymologie
Der Gattungsname Issoca leitet sich von der Tupi-Sprache ab, die an der Atlantikküste Brasiliens gesprochen wurde. Das Wort içoca bedeutet Wurm oder Made.

## Arten
Der Gattung Issoca werden fünf Arten zugeordnet:
- Issoca assanga Araujo & Carbayo, 2018
- Issoca jandaia Froehlich, 1955
- Issoca piranga Froehlich, 1955
- Issoca potyra Froehlich, 1957
- Issoca rezendei (Schirch, 1929)
- Issoca spatulata (Graff, 1899)